# UEFA Under-19 Futsal Championship 2023
Il campionato europeo di calcio a 5 Under-19 2023 (ufficialmente UEFA Under-19 Futsal Championship 2023) è stata la 3ª edizione del torneo e si è svolta in Croazia, allo Žatika Sports Centre di Parenzo tra il 3 e il 10 settembre 2023.
Il torneo è stato disputato da 8 squadre divise in 2 gironi da 4 squadre. Le squadre erano composte da giocatori nati dopo il 1º gennaio 2004.

## Qualificazioni
Le qualificazioni vedono la presenza di 35 nazionali per 7 posti, da aggiungersi alla Croazia, qualificata come paese ospitante.
Il sorteggio delle qualificazioni si è svolto il 3 novembre 2022 alle 13:30.

## Fase finale

### Scelta della sede
La scelta è stata notificata il 20 settembre 2022.

### Impianti
L'impianto ospitante sarà lo Žatika Sports Centre di Parenzo.
| Impianto | Žatika Sports Centre |
| Foto     |                      |
| -------- | -------------------- |
| Città    | Parenzo              |
| Capacità | 3.700                |

### Squadre qualificate
| Squadra    | In qualità di       | Data              | Pres. | Ult.       | Miglior risultato     |
| ---------- | ------------------- | ----------------- | ----- | ---------- | --------------------- |
| Croazia    | Nazione ospitante   | 20 settembre 2022 | 3ª    | 2022       | Finalista (2019)      |
| Slovenia   | Vincitrice gruppo 1 | 25 marzo 2023     | 1ª    | Esordiente | Esordiente            |
| Ucraina    | Vincitrice gruppo 2 | 25 marzo 2023     | 3ª    | 2022       | Semifinalista (2022)  |
| Portogallo | Vincitrice gruppo 3 | 24 marzo 2023     | 3ª    | 2022       | Finalista (2022)      |
| Finlandia  | Vincitrice gruppo 4 | 25 marzo 2023     | 1ª    | Esordiente | Esordiente            |
| Francia    | Vincitrice gruppo 5 | 25 marzo 2023     | 2ª    | 2022       | Fase a Gironi (2022)  |
| Spagna     | Vincitrice gruppo 6 | 25 marzo 2023     | 3ª    | 2022       | Campione (2019, 2022) |
| Italia     | Vincitrice gruppo 7 | 25 marzo 2023     | 2ª    | 2022       | Fase a Gironi (2022)  |

### Sorteggio dei gruppi
Il sorteggio si è svolto il 16 maggio 2023 a Parenzo all'Istrian Assembly Hall, in Croazia, alle 19:00 CEST. Le 8 squadre sono state suddivise in due gruppi di quattro squadre. I padroni di casa della Croazia sono stati assegnati alla posizione 1 del Gruppo A, mentre le restanti squadre sono state sorteggiate senza vincoli.

## Fase a gironi
Le prime due di ogni girone passeranno alla fase a eliminazione diretta.

### Criteri di classificazione
In caso di parità di punti le squadre erano classificate in base a:
1. Punti negli scontri diretti;
2. Differenza reti negli scontri diretti;
3. Reti segnate negli scontri diretti;
4. Se più di due squadre sono pari e dopo aver applicato i criteri precedenti alcune sono ancora pari i criteri di cui sopra vengono riapplicati tra le squadre in questione;
5. Differenza reti in tutte le partite;
6. Reti segnate in tutte le partite;
7. Calci di rigore, esclusivamente se le due squadre sono pari nei criteri precedenti (ma senza altre squadre coinvolte), si scontrano nell'ultima giornata e il loro posizionamento è rilevante per il passaggio del turno;
8. Minor numero di punti disciplinari (rosso diretto = 3 punti, cartellino giallo = 1 punto, espulsione per somma di gialli = 3 punti);
9. Posizione nel ranking UEFA al momento del sorteggio.

Gli orari sono locali, CEST (UTC+2).

### Girone A
| Squadra    | P.ti | G | V | N | P | GF | GS | DR |
| ---------- | ---- | - | - | - | - | -- | -- | -- |
| Portogallo | 9    | 3 | 3 | 0 | 0 | 14 | 7  | 7  |
| Spagna     | 4    | 3 | 1 | 1 | 1 | 11 | 10 | 1  |
| Croazia    | 2    | 3 | 0 | 2 | 1 | 12 | 13 | -1 |
| Francia    | 1    | 3 | 0 | 1 | 2 | 9  | 16 | -7 |

| Arbitri: | Dejan Veselic Daniel Matkovic Fatma Özlem Tursun |
| Crono:   | Mariia Myslovska                                 |

|                                                                                                 |           |                                           |
| Tomás Colaço 19'21'’ (t.l.), 35'39'’ Ramos 22'32'’ (aut.) Lúcio Jr 29'00'’ Pedro Santos 39'38'’ | Marcatori | Ramos 1'15'’ Cano 16'59'’ Juanico 32'48'’ |

| Arbitri: | Chiara Perona Idan Berenshtein Denys Kutsyi |
| Crono:   | Daniel Stauber                              |

|                                                                                                 |           | |
| Dragičević 6'03'’, 6'35'’ (rig.), 21'50'’ (rig.) Horvat 21'24'’ Josipović 32'59'’ Fotak 34'50'’ | Marcatori | Diop 2'03'’ Horvat 5'20'’ (aut.) Bugnet 24'29'’ Belaib Lemoyne 27'14'’ E. Kolski 39'16'’ Vuković 39'59'’ (aut.) |

| Arbitri: | Hikmat Qafarli Mariia Myslovska Chiara Perona |
| Crono:   | Dejan Veselic                                 |

|                |           |                                                                         |
| Bulbul 27'12'’ | Marcatori | Macedo 20'16'’, 21'07'’ Lúcio Jr 30'57'’ Serra 31'47'’ Carrilho 32'10'’ |

| Arbitri: | Denys Kutsyi Done Ristovski Dejan Veselic |
| Crono:   | Hikmat Qafarli                            |

|                                                |           |                                                  |
| Cano 4'20'’ Santa Cruz 21'51'’, 27'36'’ (rig.) | Marcatori | Josipović 35'56'’ Barišić 37'25'’ Jedvaj 38'49'’ |

| Arbitri: | Idan Berenshtein Chiara Perona Dag Erik Tangvik |
| Crono:   | Daniel Stauber                                  |

|                                                                                      |           |                                  |
| Tapias 19'37'’ (t.l.) Miguel 25'30'’ Cano 26'18'’ Juanico 27'40'’ Rubén Rodó 36'55'’ | Marcatori | L.Asname 4'55'’ Erraddaf 36'25'’ |

| Arbitri: | Daniel Matkovic Denys Kutsyi Mariia Myslovska |
| Crono:   | Done Ristovski                                |

|                                                  |           |                                                                |
| Josipović 17'39'’ Galešić 24'55'’ Jedvaj 31'09'’ | Marcatori | Ricardo Marques 7'36'’ Pedro Marques 18'21'’, 28'36'’, 29'22'’ |

### Girone B
| Squadra   | P.ti | G | V | N | P | GF | GS | DR  |
| --------- | ---- | - | - | - | - | -- | -- | --- |
| Ucraina   | 6    | 3 | 2 | 0 | 1 | 12 | 8  | 4   |
| Slovenia  | 6    | 3 | 2 | 0 | 1 | 10 | 8  | 2   |
| Italia    | 6    | 3 | 2 | 0 | 1 | 9  | 5  | 4   |
| Finlandia | 0    | 3 | 0 | 0 | 3 | 6  | 16 | -10 |

| Arbitri: | Dag Erik Tangvik Juan Boelen Daniel Stauber |
| Crono:   | Idan Berenshtein                            |

|                                      |           |                                                                  |
| Paappanen 37'07'’ Kos 38'30'’ (aut.) | Marcatori | Čop 17'59'’ Skrinjar 29'41'’ Kruuti 35'02'’ (aut.) Trdin 36'53'’ |

| Arbitri: | Dino Kramar Julien Lang Pablo Delgado Sastre |
| Crono:   | Ruben António Cardoso Santos                 |

|                     |           |                                         |
| Malynovskyi 27'27'’ | Marcatori | Ficara 15'38'’ Peletskiy 25'04'’ (aut.) |

| Arbitri: | Ruben António Cardoso Santos Fatma Özlem Tursun Juan Boelen |
| Crono:   | Dag Erik Tangvik                                            |

|                          |           |                                                    |
| Ruis 25'47'’ Čop 39'51'’ | Marcatori | Malynovskyi 1'16'’, 27'08'’, 34'43'’ Fedyk 14'48'’ |

| Arbitri: | Pablo Delgado Sastre Daniel Stauber Dino Kramar |
| Crono:   | Daniel Matkovic                                 |

|                                                                         |           |  |
| Lavrendi 12'40'’ Vescio 14'57'’, 32'26'’ Ficara 29'30'’ Turrisi 39'16'’ | Marcatori |  |

| Arbitri: | Julien Lang Ruben António Cardoso Santos Hikmat Qafarli |
| Crono:   | Juan Boelen                                             |

|                                                                                                  |           |                                                             |
| Snitsarenko 5'26'’, 5'48'’ Rybitskyi 6'46'’, 11'43'’, 20'48'’ Peletskiy 22'21'’ Skybchyk 27'13'’ | Marcatori | Niemelä 4'40'’ Peltola 7'29'’ Sylla 18'19'’ Taipale 31'28'’ |

| Arbitri: | Done Ristovski Pablo Delgado Sastre Dino Kramar |
| Crono:   | Fatma Özlem Tursun                              |

|                                                                       |           |                                       |
| Schettino 14'21'’ (aut.) Ruis 23'35'’ Skrinjar 29'20'’ Križaj 36'00'’ | Marcatori | Ambrožič 3'48'’ (aut.) Ficara 39'48'’ |

## Fase a eliminazione diretta
|  | Semifinali | Semifinali | Semifinali |        |            | Finale     | Finale | Finale |  |
|  |            |            |            |        |            |            |        |        |  |
|  | A1         | Portogallo | 3          |        |            |            |        |        |  |
|  | A1         | Portogallo | 3          |        |            |            |        |        |  |
|  | B2         | Slovenia   | 2          |        |            |            |        |        |  |
|  | B2         | Slovenia   | 2          |        | Portogallo | Portogallo | 6      |        |  |
|  |            |            |            |        | Portogallo | Portogallo | 6      |        |  |
|  |            |            | Spagna     | Spagna | 2          |            |        |        |  |
|  | B1         | Ucraina    | Spagna     | Spagna | 2          | 2          |        |        |  |
|  | B1         | Ucraina    |            |        |            |            |        |        |  |
|  | A2         | Spagna     | 3          |        |            |            |        |        |  |

### Semifinali
| Arbitri: | Done Ristovski Julien Lang Juan Boelen |
| Crono:   | Mariia Myslovska                       |

|                                                             |           |                              |
| Tomás Colaço 9'44'’ Žlindra 21'32'’ (aut.) Lúcio Jr 38'49'’ | Marcatori | Skrinjar 10'53'’ Čop 27'08'’ |

| Arbitri: | Dino Kramar Dag Erik Tangvik Daniel Matkovic |
| Crono:   | Dejan Veselic                                |

|                                       |           |                                          |
| Rybitskyi 16'26'’ Snitsarenko 23'22'’ | Marcatori | Tapias 1'28'’ Roger 2'02'’ Ramos 24'33'’ |

### Finale
| Arbitri: | Daniel Matkovic Dejan Veselic Dag Erik Tangvik |
| Crono:   | Done Ristovski                                 |

| |           |                      |
| Lúcio Jr 9'16'’, 36'58'’ Andriy 19'26'’ Salas 26'27'’ (aut.) Tomás Colaço 35'59'’ (t.l.) Pedro Santos 38'42'’ | Marcatori | Salas 4'37'’, 5'49'’ |

## Campione
Portogallo
(1º titolo)

## Classifica finale
| Pos.     | Squadra    |
| -------- | ---------- |
|          | Portogallo |
|          | Spagna     |
|          | Ucraina    |
| Slovenia |            |
| 5        | Italia     |
| 5        | Croazia    |
| 7        | Francia    |
| 7        | Finlandia  |

## Classifica marcatori
Solo i goal segnati nella fase finale del torneo sono conteggiati.
5 goal
- Lúcio Jr

4 goal
- Tomás Colaço

- Maksym Malynovskyi

- Dmytro Rybitskyi

3 goal
- Duje Dragičević
- Filip Josipović

- Gabriele Ficara
- Luka Čop

- Lovro Skrinjar
- Pol Cano

- Pedro Marques
- Denys Snitsarenko

2 goal
- Leon Jedvaj
- Francesco Vescio
- Macedo

- Pedro Santos
- Alen Ruis
- Juanico

- Victor Ramos
- Pol Salas

- Santa Cruz
- Tapias

1 goal
- Šimun Ivo Barišić
- Dominik Fotak
- Stefano Galešić
- Josip Horvat
- Otto Niemelä
- Aaro Paappanen
- Pecco Peltola
- Eric Sylla

- Atte Taipale
- Lahcen Asname
- Yoaquim Belaib Lemoyne
- Simon Bugnet
- Hakan Bulbul
- Gora Diop
- Yanis Erraddaf
- Eliott Kolski

- Giuseppe Lavrendi
- Simone Turrisi
- Andriy
- Rúben Carrilho
- Ricardo Marques
- Afonso Serra
- Gaj Križaj

- Lovro Trdin
- Miguel
- Roger
- Rubén Rodó
- Dmytro Fedyk
- Igor Peletskiy
- Dmytro Skybchyk

1 autogoal
- Josip Horvat (pro  Francia)
- Karlo Vuković (pro  Francia)
- Tuukka Kruuti (pro  Slovenia)

- Alessandro Schettino (pro  Slovenia)
- Nik Ambrožič (pro  Italia)
- Vid Kos (pro  Finlandia)

- Anže Žlindra (pro  Portogallo)
- Victor Ramos (pro  Portogallo)

- Pol Salas (pro  Portogallo)
- Igor Peletskiy (pro  Italia)